# Fredric Ericksson
Fredric Ericksson (ur. 16 lipca 1971) – szwedzki narciarz, specjalista narciarstwa dowolnego. Nigdy nie startował na mistrzostwach świata ani na igrzyskach olimpijskich. Najlepsze wyniki w Pucharze Świata osiągnął w sezonie 1991/1992, kiedy to zajął 74. miejsce w klasyfikacji generalnej.
W 2005 r. zakończył karierę.

## Sukcesy

### Puchar Świata

#### Miejsca w klasyfikacji generalnej
- 1991/1992 – 74.
- 1992/1993 – 85.
- 1993/1994 – 83.
- 1994/1995 – 102.

#### Miejsca na podium
1. Oberjoch – 1 lutego 1992 (Jazda po muldach) – 3. miejsce